# Marysa Baradji-Duchêne
Marysa Baradji-Duchêne (17 de octubre de 1982) es una deportista francesa que compitió en esgrima, especialista en la modalidad de espada. Ganó una medalla de plata en el Campeonato Mundial de Esgrima de 2006, en la prueba por equipos.

## Palmarés internacional
| Campeonato Mundial | Campeonato Mundial | Campeonato Mundial | Campeonato Mundial |
| Año                | Lugar              | Medalla            | Prueba             |
| ------------------ | ------------------ | ------------------ | ------------------ |
| 2006               | Turín (Italia)     | Medalla de plata   | Espada por equipos |